# Kỷ băng hà (phim)
Kỉ Băng Hà (tiếng Anh: Ice Age) là một bộ phim hoạt hình đồ hoạ máy tính được sản xuất bởi Blue Sky Studios và hãng 20th Century Fox của điện ảnh Hoa Kỳ năm 2002. Bộ phim được đạo diễn bởi Carlos Saldanha và Chris Wedge, từ câu chuyện của Michael J. Wilson. Các diễn viên lồng tiếng cho phim gồm Ray Romano, John Leguizamo, và Denis Leary. Bộ phim từng được đề cử cho hạng mục phim hoạt hình xuất sắc tại Lễ trao giải Oscar lần thứ 75.
Bộ phim nhận được nhiều phản ứng tốt từ giới phê bình và khán giả, khởi nguồn loạt phim Kỷ băng hà, tính tới thời điểm năm 2016, bộ phim đã có 5 phần đã được công chiếu. Bốn phần tiếp theo đã được công chiếu gồm Ice Age 2: The Meltdown (Kỉ băng hà 2: Băng tan), Ice Age 3: Dawn of the Dinosaurs (Kỉ băng hà 3: Khủng long thức giấc), Ice Age 4: Continental Drift (Kỉ băng hà 4: Lục địa trôi dạt) và Ice Age 5: Collision Course (Kỉ băng hà 5: Trời sập).

## Nội dung
Giữa thời điểm sắp chuyển sang kỉ băng giá, mọi con vật đều đi kiếm nơi ấm áp để sống. Manny, Sid, Diego phải theo bước chân con người để đưa 1 cậu bé bị lạc trở về với gia đình... nhưng Diego lại có một âm mưu khác để bắt chú bé đi vì Diego là 1 chú cọp nhận nhiệm vụ bắt sống đứa bé về cho Soto... Nhưng suốt quá trình trải qua những khó khăn cùng nhau 3 người bạn đã có được những tình cảm thật thân thiết để rồi cùng nhau chống lại đàn cọp gian ác.
Kỉ băng hà 1